# Relatieve deprivatie
Relatieve deprivatie is een subjectieve ontevredenheid die niet wordt veroorzaakt door een objectieve situatie, maar door de relatieve positie ten opzichte van de situatie van een ander. Men gaat volgens deze theorie voortdurend de eigen situatie vergelijken met de ander. Dit kan aanzetten tot criminaliteit en wordt wel gezien als drijfveer om in opstand te komen tegen een heersende toestand, zelfs als er in absolute zin sprake is van vooruitgang.
Er kan onderscheid gemaakt worden tussen relatieve persoonlijke deprivatie en relatieve groepsdeprivatie. Relatieve persoonlijke deprivatie heeft betrekking op individuen, terwijl relatieve groepsdeprivatie beschrijft hoe een groep zich benadeeld kan voelen ten opzichte van een andere groep. 

## Robert Mertons' bijdrage
De relatievedeprivatietheorie van Robert Merton (1957) gaat over het feit dat er in deze consumptiemaatschappij erg veel prikkels aanwezig zijn, onder andere in de vorm van marketingtechnieken en advertenties. Voor de economisch zwakkeren is het moeilijk deze consumpties te verwezenlijken. Door Merton wordt verwacht dat de economisch zwakkeren deze goederen illegaal proberen te bemachtigen, om er toch bij te kunnen horen.
Merton ziet in de relatievedeprivatietheorie een voorbeeld van een middle range theory, een theorie die het midden houdt tussen alomvattende grand theories en onsamenhangende hypotheses waarmee men niet kan generaliseren.